# Teeth (chanson)
Pour les articles homonymes, voir Teeth.
Pistes de The Fame Monster
So Happy I Could Die
Teeth est une chanson de la chanteuse américaine Lady Gaga, issue de son second album studio, The Fame Monster. Elle est écrite par Gaga ainsi que Taja Riley et produite par Teddy Riley. Gaga explique que Teeth représente la peur de la vérité et que la piste est inspirée par le fait que pendant un long moment de sa vie, elle jouait avec le sexe, s’empêchant ainsi d'avoir une relation amoureuse saine. Elle ajoute que les paroles « Show Me Your Teeth », qui se traduisent par « Montre-moi tes dents », sont en fait une métaphore pour « Dis-moi la vérité ». Elle ajoute aussi que ce morceau peut également exprimer l’envie de la sexualité non amoureuse, qui ne symbolise pas une relation.
Les critiques sont assez partagées et dans certains cas mitigées. Quelques magazines la classent comme étant l'une des moins bonnes chansons de l’album tandis que d’autres l’apprécient en la décrivant comme étant « originale ». N’ayant eu aucune commercialisation en tant que single, Teeth ne bénéficie pas d’un grand succès. Elle se positionne à la 107e place du UK Singles Chart, le hit-parade du Royaume-Uni. Gaga interprète la piste en direct dans la totalité des représentations de sa tournée internationale The Monster Ball Tour. De plus, elle chante le titre dans un spectacle hors-tournée lors de l’émission matinale américaine The Today Show.

## Développement
Teeth est écrite par Lady Gaga et Taja Riley tandis que Teddy Riley la produit,. La chanson est enregistrée à Los Angeles aux studios Record Plant en 2009. Dans une interview avec MTV News, Gaga explique que Teeth possède deux significations, la première traite de la sexualité en général et la deuxième représente la peur de la vérité, . Elle élabore à propos de la première connotation de la piste en disant qu’elle « est plus axée sur la sexualité. C’est tout simplement à propos de ce que représente le sexe pour les gens ». Concernant le deuxième sens de la piste, elle affirme qu’il est inspiré par une de ses propres expériences, disant que « Pendant un long moment de ma vie, je jouais avec le sexe et la vérité simultanément, et quand tu fais cela, tu te caches des choses à toi-même. Jouer avec le sexe veut dire que tu te voiles le véritable lien physique qui est présent dans une relation saine ».

## Composition
La chanson commence avec une introduction parlée disant « Don’t Be Scared / I’ve Done This Before / Show Me Your Teeth » qui se traduit par disant « N’aie pas peur / Je l’ai déjà fait auparavant / Montre-moi tes dents »,. Le rythme du morceau est très compulsif et est semblable aux productions de Christina Aguilera, Michael Jackson ou encore Basement Jaxx,,. Teeth contient des notes hip-hops tandis que ses chants vocaux sont très dominateurs, voire agressifs, selon le journaliste Jaime Gill. Les lignes « Show me Your Teeth » qui se traduit par « Montre-moi tes dents » et « Tell Me The Truth » qui se traduit par « Dis-moi la vérité » représentent la signification générale de la piste. Le titre possède une signature rythmique commune 4/4 avec un tempo funk modéré de 132 battements par minute. La piste se situe dans la tonalité de Si mineur contrairement à la voix de Gaga qui se retrouve entre les notes La3 et Ré5. Lyriquement, elle parle d’un homme mordant un autre pour révéler ses longues dents, et fait référence dans certains versets au sado-masochisme. L’instrumentation du titre, hormis l’ingénierie numérique, est faite uniquement avec de la guitare et du piano. Teeth est, contrairement aux autres titres plutôt électropop, de genre urban, dance-pop et pop,,,.

## Accueil critique
La piste reçoit des avis très partagés, dans certains cas positifs et dans d’autres négatifs. Sal Cinquemani du Slant Magazine affirme qu'elle « sonne comme un titre issu du dernier album de Michael Jackson ou encore comme une chanson typique de Christina Aguilera ». Il ajoute que le morceau est « une sorte de chant faisant penser à une scène sado-masochiste; selon les paroles, une personne se fait mordre par un humain ce qui ne fait qu’accentuer ce sentiment ». De son côté, Simon Price de l’Independent décrit la piste comme étant « étrange » et l’associe à la musique ukrainienne pop actuelle tandis que Ben Patashnik de NME la trouve trop irrégulière dans son rythme,. Plus positivement, Evan Sadwey de Pop Matters compare le morceau à Supersonic des Basement Jaxx et affirme qu’il est « jusqu’à présent le titre acoustiquement le plus novateur de Gaga ». Mikael Wood du Los Angeles Times affirme que Teeth est « une très belle piste R&B-Swing » et qu’elle offre « un résultat final semblable à ce que la version au piano de Poker Face donne. Ces deux chansons démontrent ce qu’est une vraie direction artistique avec une chanteuse ayant une belle voix ». Quant à Michael Hubbard de Music OMH, il affirme que Teeth est « probablement la piste la plus surprenante de l’album ». Il note également que « les refrains et les couplets ne sont pas assez répartis, mais cette chanson reste tout de même une bonne piste pour danser et elle indique peut-être le futur style musical de Gaga ». Scott Plangenhoef du Pitchfork Media compare également le titre à une piste que Christina Aguilera pourrait produire. Dans une critique négative, Nick Hyman du Under the Radar déclare que Teeth est la pire chanson de l’album. Jaime Gill du Dot Music affirme que la chanson est un des morceaux le plus excentriques de l’album et ajoute qu’il est « tout simplement brillant ». Pour finir, Monica Herrera du Billboard déclare que « la vampirique production de Teddy Riley, Teeth, offre un véritable charme sexuel ».

## Interprétations en direct

Gaga en compagnie d'une de ses danseuses, interprétant Teeth en avril 2010, en Australie lors du Monster Ball.

Gaga interprète pour la première fois la piste lors d’un spectacle hors-tournée le 9 juillet 2010 dans le cadre de l’émission The Today Show où elle chante aussi Bad Romance, Alejandro et You and I. La performance commence avec un plan sur Gaga qui est illuminée par des éclairages s’éteignant puis s’allumant. Sur scène se trouve une joueuse de harpe, des guitaristes ainsi que des choristes. Gaga chante alors les premières lignes de la piste tandis que ses danseurs la rejoignent.  Vêtue d’une salopette de soie noire ainsi que d’un soutien-gorge de la même couleur, elle crée un contraste avec ses danseurs qui sont uniquement habillés de blanc. Le milieu de l’interprétation arrivée, elle s’avance jusqu’à l’extrémité de la scène puis continue la chorégraphie.  Pour finir, elle retourne au milieu de la scène puis s’agenouille par terre en chantant les dernières lignes du titre et en criant « Merci New York. Je vous aime. Merci d’avoir changé ma vie et d’avoir permis à mes rêves de se concrétiser ». Eric Pearson du New York Daily News salue la performance, déclarant qu'elle est  « digne de Madonna » et la trouve très chargée. Jocenlyn Vena de MTV décrit l'interprétation en écrivant que « Sous une pluie battante, c’est une Gaga complètement mouillée qui a crié à la pluie de ‘tomber’ tout en chantant les dernières notes de Teeth ». Elle affirme aussi que cette performance est « une véritable épopée ».
Gaga joue la piste lors de tous les spectacles de sa seconde tournée internationale, The Monster Ball Tour. Dans la première version de sa tournée, elle chante le titre vêtu d’un justaucorps noir. Pendant la totalité de l’interprétation, elle danse sur la scène qui n’est pas décorée. Dans cette première variante de la tournée, Teeth est précédée par So Happy I Could Die et suivie par Speechless. Lors de la deuxième version du Monster Ball Tour, Gaga chante Teeth vêtue d’un justaucorps de cuir noir et de talons hauts. Tout au long de l’interprétation, elle exécute une chorégraphie accompagnée de ses danseurs et danseuses. Le décor pour la performance, qui a lieu dans l’acte 3 - nommé Forest - du spectacle, est constitué d’arbres morts sans feuilles qui représentent une forêt maléfique. La performance est précédée par celle de Monster et est suivie par Alejandro. Gaga portant le même costume que celui de Monster pour Teeth, elle a la poitrine et les mains ensanglantées étant donné que dans la performance de Monster, elle se fait agresser par des corbeaux. C'est donc ainsi que le fait qu’elle soit couverte de sang a créé une controverse au Royaume-Uni dû au fait que dans la semaine précédant un spectacle dans cette région, une fusillade avait eu lieu dans une école environnante,. Côté critique, la performance en direct du morceau lors du Monster Ball Tour est généralement bien accueillie. Kelly Nestruck du The Guardian salue la performance du titre et la compare à une scène de la pièce Sweeney Todd dans laquelle le personnage Mme Lovett propose de la viande d’humain à ses clients,. Un journaliste du Rolling Stone déclare que l’interprétation peut être gênante pour des personnes d’âge mûr à cause de nombreuses connotations sexuelles. Enfin, Joe Brown du Las Vegas Sun affirme que l’interprétation semble être tirée de l’esprit de Francis Bacon et chorégraphiée par Bob Fosse.

## Crédits
| - Lady Gaga - Écriture, coproduction, chœurs - Taja Riley - Écriture - Teddy Riley - Production, Mixage - Dave Russel - Ingénierie audio, Mixage | - Eric Jackson - Instrumentation - Teyonie Dulan - Chœurs - Stacy Dulan - Chœurs Source |

## Classements
| Pays        | Position | Temps au hit-parade | Certification |
| ----------- | -------- | ------------------- | ------------- |
| Royaume-Uni | 107e     | 1 semaine           |               |